# Стюарт Тінні
Стюарт Тінні (англ. Stuart Tinney, нар. 7 грудня 1964) — австралійський вершник, олімпійський чемпіон (2000 рік) та бронзовий призер Олімпійських ігор (2016 рік).

## Виступи на Олімпіадах
| Олімпіада           | Дисципліна               | Місце |
| ------------------- | ------------------------ | ----- |
| Сідней 2000         | командне триборство      | 1     |
| Афіни 2004          | індивідуальне триборство | DNQ   |
| Афіни 2004          | командне триборство      | 6     |
| Ріо-де-Жанейро 2016 | індивідуальне триборство | 22    |
| Ріо-де-Жанейро 2016 | командне триборство      | 3     |

## Зовнішні посилання
- Стюарт Тінні — олімпійська статистика на сайті Sports-Reference.com (англ.) (архівна версія)